# Sobór św. Olgi w Kijowie
Sobór Świętej Równej Apostołom Księżnej Olgi – prawosławny sobór parafialny w Kijowie, w dekanacie darnyckim II eparchii kijowskiej Ukraińskiego Kościoła Prawosławnego Patriarchatu Moskiewskiego.

## Położenie
Sobór znajduje się na lewym brzegu Dniepru, w rejonie darnyckim, przy ulicy Architektora Werbyckiego 3G.

## Historia
Parafia św. Olgi została erygowana w 1994 r. Budowę soboru rozpoczęto jesienią 2004 r. W sierpniu 2005 r. wyświęcono dolną cerkiew.

## Architektura
Świątynia została zaprojektowana przez architekta A. Aniszczenkę, w stylu staroruskim. Jest to budowla murowana, dwupoziomowa (dolna cerkiew nosi wezwanie Świętych Konstantyna i Heleny), o wysokości 60 m, zwieńczona pięcioma kopułami (główną położoną centralnie i czterema mniejszymi bocznymi).

## Otoczenie

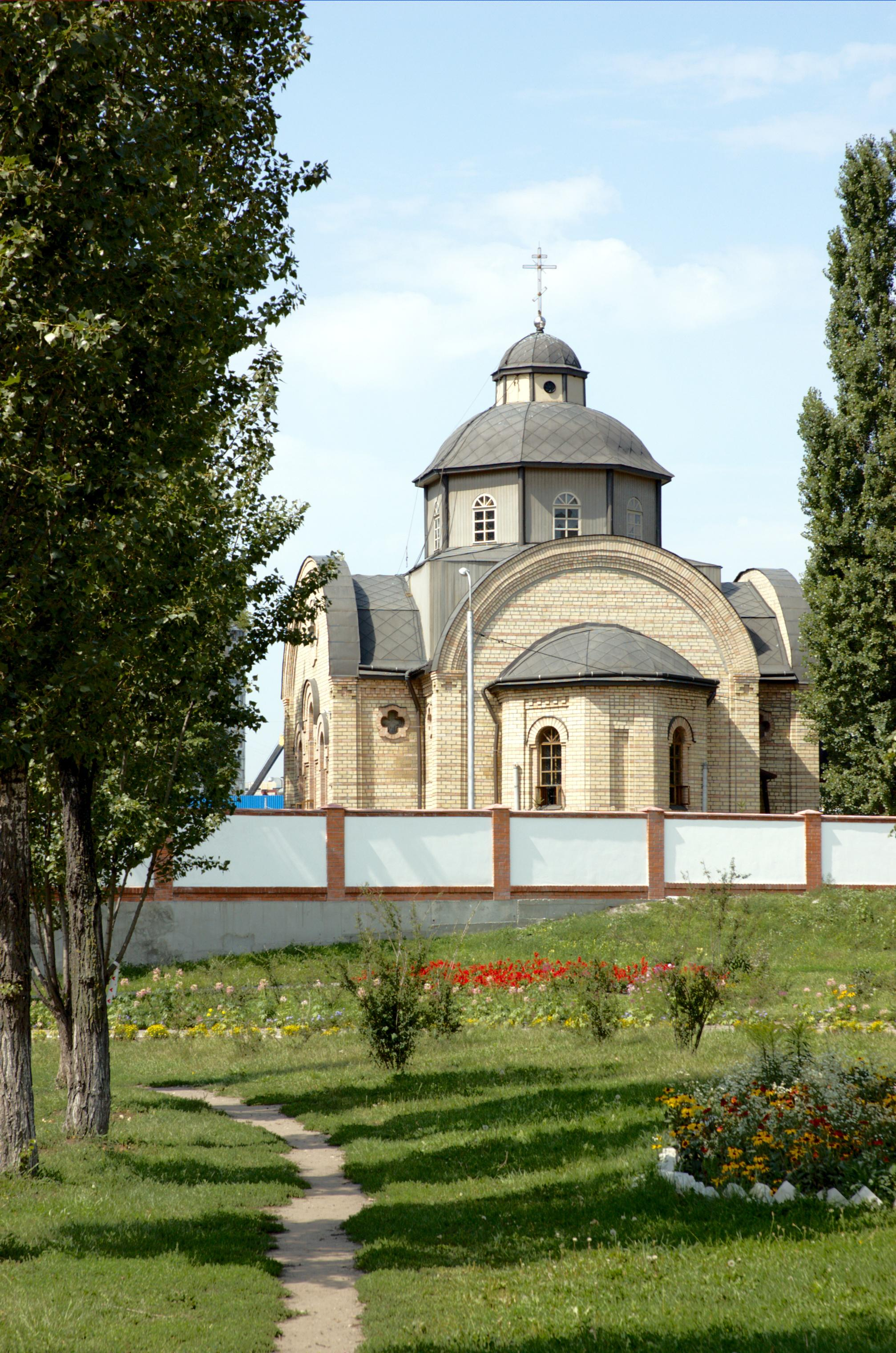
Cerkiew pomocnicza św. Wsiewołoda Pskowskiego

W sąsiedztwie soboru znajduje się wolnostojąca dzwonnica, a także dom parafialny, mieszczący m.in. szkołę niedzielną oraz cerkiew pomocnicza pw. św. Wsiewołoda Pskowskiego.